# Фридрих Зајдлиц
Фридрих Зајдлиц (3. фебруара 1721-8. новембра 1773) био је пруски генерал који се истакао у седмогодишњем рату (1756-1763).

## Војна служба
Зајдлиц је, уз Ханса Цитена, био најистакнутији коњички командант у војсци Фридриха Великог. Доследно је спроводио Фридрихову концепцију о употреби и начину дејства коњице.

### Реформа пруске коњице
Пруска коњица је у рату за аустријско наслеђе (1740-1748) била врло слаба и неефикасна, трпећи сталне поразе од аустријске коњице. Зато је Фридрих Велики (1712-1786) реорганизовао пруску коњицу, забранио странцима да служе у њој и одабрао јој способне заповеднике у личностима Ханса Цитена и Фридриха Зајдлица, а многим инструкцијама и заповестима створио је од коњице врло ефикасан род војске. Од 1748. наредио је да коњица одмах, чим наиђе на непријатеља, јуриша у смакнутом (збијеном) строју и то са даљине од 700 м (од 1755. са 1.800 м), с тим да се на 200 м пред непријатељем пређе у пуни трк са исуканим сабљама и развијеним заставама, уз што већу вику и звуке труба. Забранио је ватру (испаљивање пиштоља у плотунима) с коња, што је пре реформи било основно дејство коњице у борби. Борбени поредак образовале су 3 линије (свака у троврсном строју): у првој су били кирасири, у другој, на одстојању 300 корака, драгони, а у трећој, која је осигуравала бокове и позадину, хусари. Од 1770. друга линија се постројавала степенасто, па је потреба за трећом престала.

### Седмогодишњи рат
Зајдлиц се као заповедник пруске коњице истакао у седмогодишњем рату (1756-1763). Код Росбаха (1757) снажним јуришем на на чело противникове колоне набацио је савезничку коњицу на пешадију и артиљерију, а затим поновним јуришем на бок савезника довршио њихов пораз. Код Цорндорфа (1758), противнападом је одбацио руску левокрилну коњицу и спасао пешадију од уништења. Код Хохкирха (1758), такође противнападом, омогућио је извлачење пешадије из борбе, а код Кунерсдорфа (1759) је претрпео пораз, пошто је по наређењу извршио јуриш по непогодном земљишту на чврсту одбрану.

### Каснији рад
Од 1763. Зајдлиц је вршио дужност инспектора коњице у Шлезији. Организовао је високу школу јахања за пруске официре и школу јахања за подофицире.